# Grupo 1
El Grupo 1 (denominado en inglés: Series Production Touring Cars) se refería a una serie de regulaciones para vehículos derivados de la producción en serie, para su adaptación en competencias deportivas, especialmente en rallyes. Equivalía al actual Grupo N. Fue implantado por la FIA, en 1969 y fue sustituido en diciembre de 1981, por los actuales Grupo N. 
Para que un constructor homologase un vehículo como Grupo 1, tenía que producir una cantidad mínima de 5.000 unidades anuales, del modelo en cuestión. Además el vehículo debía constar de cuatro plazas.